# Ballenger Creek
Ballenger Creek és una concentració de població designada pel cens dels Estats Units a l'estat de Maryland. Segons el cens del 2000 tenia 13.518 habitants.

## Demografia
Segons el cens del 2000, Ballenger Creek tenia 13.518 habitants, 5.172 habitatges, i 3.413 famílies. La densitat de població era de 933,7 habitants per km².
Dels 5.172 habitatges en un 42,2% hi vivien nens de menys de 18 anys, en un 52,8% hi vivien parelles casades, en un 9,7% dones solteres, i en un 34% no eren unitats familiars. En el 26,4% dels habitatges hi vivien persones soles el 7,9% de les quals corresponia a persones de 65 anys o més que vivien soles. El nombre mitjà de persones vivint en cada habitatge era de 2,61 i el nombre mitjà de persones que vivien en cada família era de 3,22.
Per edats la població es repartia de la següent manera: un 31% tenia menys de 18 anys, un 6,8% entre 18 i 24, un 41,6% entre 25 i 44, un 13,8% de 45 a 60 i un 6,8% 65 anys o més.
L'edat mediana era de 31 anys. Per cada 100 dones de 18 o més anys hi havia 90,8 homes.
La renda mediana per habitatge era de 56.558 $ i la renda mediana per família de 65.216 $. Els homes tenien una renda mediana de 42.350 $ mentre que les dones 31.233 $. La renda per capita de la població era de 24.816 $. Entorn del 3,2% de les famílies i el 3,6% de la població estaven per davall del llindar de pobresa.

## Poblacions més properes
El següent diagrama mostra les poblacions més properes.